# Megareo de Tebas
Megareo (en griego antiguo: Μεγαρέα) o Meneceo (Μενοικεύς) en la mitología griega, fue un soldado de Tebas, que figura en la guerra de los Siete contra Tebas, concretamente en la lucha entre Eteocles y Polinices, los hijos gemelos de Edipo, por el trono de Tebas. Era conocido por su gran estatura y algunos eruditos literarios lo consideran una representación antropomórfica del orgullo de su padre.

## Familia
Megareo era hijo de Eurídice de Tebas y Creonte, tío de los dos príncipes, y por lo tanto hermano de Licómedes, Hemón, Mégara, Pirra y probablemente Henioque.

## Mitología
Creonte apoyó a Eteocles, el rey titular. Megareo quería luchar por Eteocles, pero Creonte no quería que lo hiciera, temiendo por su seguridad. Además, Tiresias, el profeta ciego, le dijo a Creonte que Eteocles ganaría si Creonte sacrificaba a Megareo, reforzando su decisión. Creonte suprimió la profecía de Tiresias y envió a Megareo a refugiarse lejos de la ciudad de Tebas.
A pesar de esto, Megareo se unió a la batalla porque no quería ser considerado un cobarde. Con exceso de confianza e inexperto, murió en el primer enfrentamiento. Se le menciona en la obra de Esquilo Siete contra Tebas, donde se enfrenta a Eteoclo en la puerta de Neïs.
También se le menciona en la obra Antígona de Sófocles. Su madre, Eurídice de Tebas, se suicida después de enterarse de que su hijo Hemón y su prometida, Antígona, se habían suicidado. Ella clava una espada en su corazón y maldice a Creonte por la muerte de sus dos hijos: Hemón y Megareo. También se le llama Meneceo en algunas versiones de Antígona.